# Orozko
Orozko (em basco e oficialmente) ou Orozco (em castelhano) é um município da Espanha na província da Biscaia, comunidade autónoma do País Basco, com 102,56 km² de área. Em 2021 tinha 2 658 habitantes (densidade: 25,9 hab./km²).
Orozko é a paisagem idílica da família materna do poeta Blas de Otero, cheio de paz e na companhia da avó Doña Pepita Sagarmínaga, cuja recordação ficará em Blas de Otero por toda a sua vida.

## Demografia
| Variação demográfica do município entre 1991 e 2004 | Variação demográfica do município entre 1991 e 2004 | Variação demográfica do município entre 1991 e 2004 | Variação demográfica do município entre 1991 e 2004 |
| --------------------------------------------------- | --------------------------------------------------- | --------------------------------------------------- | --------------------------------------------------- |
| 1991                                                | 1996                                                | 2001                                                | 2004                                                |
| 1922                                                | 1888                                                | 2116                                                | 2265                                                |

## Património
- Ponte e praça do Ayuntamento
- Ermida de Santa Marina
- Casa palácio Ugarte (Casa palácio de Cantarrana)